# Eva de Maizière

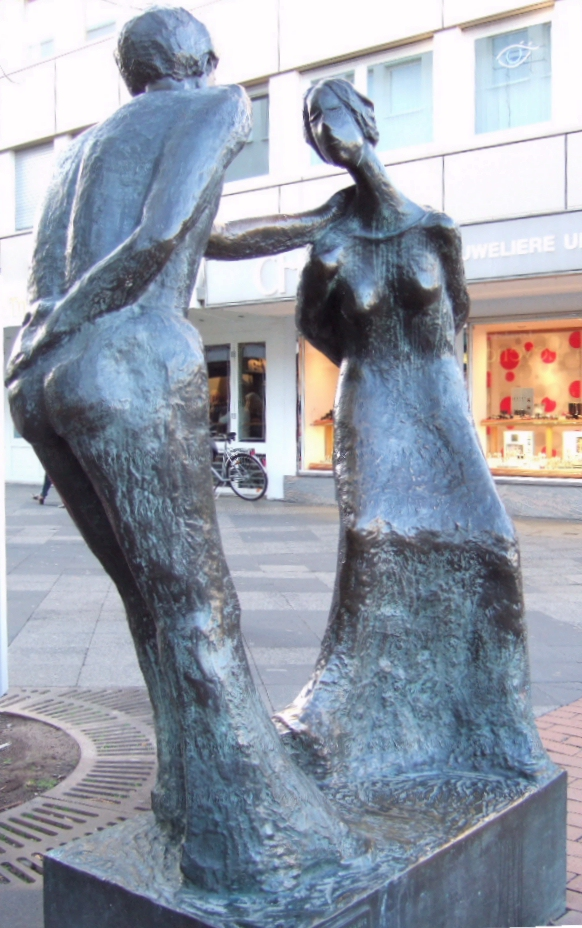
Begegnung, Bronzeskulptur de Maizières in Bad Godesberg

Eva de Maizière geb. Werner (* 27. März 1915 in Hannover; † Oktober 2003 in Bonn) war eine deutsche Bildhauerin und Grafikerin.

## Leben
Eva de Maizière, geb. Werner, wurde als Tochter des Bankiers Hermann Werner (1875–1940) und dessen Ehefrau Norma Werner, geb. Lemmermann (1886–1956), geboren.
De Maizière war ausgebildete Cellistin, absolvierte von 1922 bis 1940 Schul- und Ausbildungsjahre für das haus- und landwirtschaftliche Lehramt und befand sich von 1941 bis 1944 im Schuldienst. Aus familiären Gründen zog sie in der folgenden Zeit mehrfach um und kehrte 1964 nach Bonn zurück, wo sie mit ihrer Familie auf dem Heiderhof in Bad Godesberg lebte. Seit Anfang der 1970er Jahre nahm de Maizière Unterricht im Malen und Aktzeichnen und besuchte Modellier- und Töpferkurse in Hannover, München, Mailand, Bonn sowie 1977 an der Internationalen Sommerakademie für Bildende Kunst Salzburg. Anfang der 1980er Jahre folgte eine Tätigkeit als Mallehrerin in Brasilien, Westafrika, Spanien, Israel und in der DDR. Es sind über 90 Ausstellungen de Maizières im In- und Ausland bekannt. Sie war Mitglied im Bonner Kunstverein sowie in der Fédération Internationale Culturelle Féminine.
Eva de Maizière war mit Ulrich de Maizière verheiratet. Sie hatten vier Kinder, darunter die Söhne Andreas und Thomas. Von 1997 an bewohnte de Maizière gemeinsam mit ihrem Mann ein Seniorenheim auf dem Heiderhof, in dem sie weiterhin ein Atelier führte. Ihre Beisetzung erfolgte am 11. Oktober 2003 auf dem Waldfriedhof Heiderhof.

## Werke (Auswahl)
- 1978: Bonn, Ortsteil Alt-Godesberg, Theaterplatz, Begegnung (Auftraggeber: Stadt Bonn)[3]
- 1986/1987: Bonn, Ortsteil Heiderhof, Mädchen, im Garten stehend (im April 2008 als Schenkung an den Bürgerverein Heiderhof übergeben)[3][2]

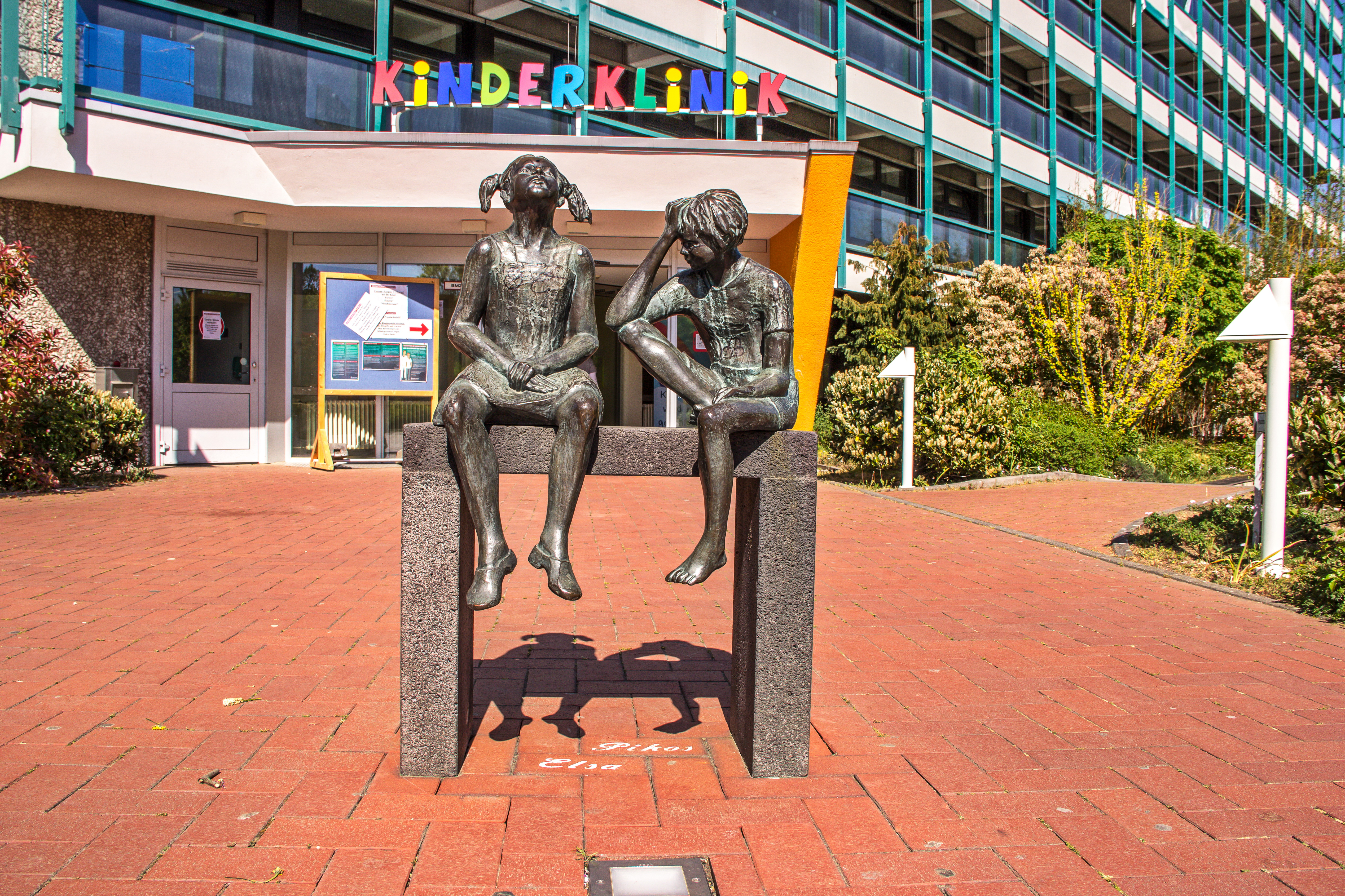
Skulptur Geschwister am Eingang der Kinderklinik Sankt Augustin

- Skulptur Geschwister am Eingang der Kinderklinik Sankt Augustin 1987: Sankt Augustin, Kinderklinik, Geschwister[3]
- 1990: Berlin, Rotes Rathaus, Wir sind ein Volk[5] (1994 dem Berliner Senat übergeben; Guss im Stadtmuseum Weimar[6])
- Bonn, Ortsteil Heiderhof, Immanuelkirche, Kreuz auf dem Altar[2]
- Bonn, Ortsteil Heiderhof, Friedhofskapelle, Kruzifix[2]

## Ausstellungen (Auswahl)
- 1975: Bad Godesberg, Deutsche Bank[3]
- 1984: Düsseldorf, Galerie Gogol[3]
- 1990, November: Weimar, Lucas-Cranach-Haus[7]
- 1992: Worpswede, Galerie Daniela[3]

## Ehrungen (Auswahl)
- 1981: Ehrenkreuz für Wissenschaft und Kunst (Österreich)[4]